# Temps présent
Temps présent és un magazín d'informació televisiva setmanal emesa per la Radio télévision suisse.

## Història
El programa de televisió Temps présent fou creat per la Radio télévision suisse (RTS) el 1969, amb Alexandre Burger a la producció i Claude Torracinta com a redactor en cap. El primer episodi fou emès el 18 d'abril de 1969. És un dels magazins informatius més antics d'Europa i el més antic de la RTS. Alguns dels seus documentals, com "Ucraïna, les dones al front" (2019, doblat el 2022), s'han traduït al català pel programa 30 minuts de TV3.

## Contingut
Els reportatges i enquestes de Temps présent tracten sobre qüestions de política nacional i internacional, de crònica social, d'història i d'economia.

## Premis
El 27 d'agost de 200 Temps présent va rebre el 22è Premi Jean Dumur. També va rebre una menció especial del jurat dels Premis Ondas 2011.